# Hōnen
Hōnen (法然, 1133-1212), aussi appelé Hōnen-bō Genkū ou Genkū, est le fondateur du Jōdo shū, la première école indépendante du Bouddhisme japonais de la Terre pure. Il a d'abord étudié au temple Enryakuji du Mont Hiei, qu'il a quitté par la suite pour diffuser son message de salut à la population. 
Dans le Jōdo-Shinshū, une école apparentée au Jōdoshū, Hōnen est considéré comme le septième patriarche.

## Biographie

### Jeunesse
Hōnen est né le 13 mai 1133 à Inaoka, une localité de la province de Mimasaka, dans une famille notable. Ses parents lui ont donné le nom de Seishi-maru, d'après le bodhisattva Seishi (Mahāsthāmaprāpta en sanskrit). Son père, Uruma no Tokikuni, était un fonctionnaire de province chargé du maintien de l'ordre dans la région. Sa mère était issue du clan Hada dont les origines remontaient à des marchands de soie originaires de Chine.
En 1141, le père de Hōnen aurait été mortellement blessé par Akashi no Sada-akira, un fonctionnaire envoyé pour administrer la province. Les derniers mots de Tokikuni à son fils auraient été : « Ne hais pas l'ennemi, mais deviens un moine et prie pour moi et pour ta délivrance. » Répondant aux vœux de son père, Hōnen aurait été admis au monastère de son oncle maternel à l'âge de neuf ans. Il aurait finalement étudié au temple principal du tendai, sur le Mont Hiei, près de Kyōto. Cependant, selon le Daigobon Hōnen shōnin denki, Hōnen avait quinze ans lorsque son père a été tué et il vivait déjà au Mont Hiei.
La formation tendai du Mont Hiei, qui avait pour but de faire des disciples des religieux, était sous-tendue par l'idée que ceux-ci sont spirituellement supérieurs aux laïcs. Les religieux recevaient les bosatsukai (préceptes des bodhisattva), puis entreprenaient une formation de douze ans, un système qui a été élaboré par le fondateur de l'école Tendai, Saichō.
Hōnen a eu pour maîtres Genkō (源光), Kōen (皇円) et, plus tard, Eikū (睿空). Lorsque Kōen était son maître, il a été officiellement ordonné prêtre tendai, tandis que sous Eikū, il a reçu le nom de Hōnen Genkū-bo (法然房源空). En parlant de lui, Hōnen s'appelait souvent Genkū, tout comme le faisait ses proches disciples.

### Départ du Mont Hiei
Lorsqu'il étudiait au Mont Hiei, Hōnen consacrait son temps à chercher un moyen d'apporter le salut à tous les êtres grâce au bouddhisme, mais il n'était pas satisfait par ce qu'il y trouvait. À l'âge de 24 ans, il est parti étudier à Nara où il a visité le Kōfukuji et le Tōdaiji et a rencontré des maîtres de différentes écoles bouddhistes. Toujours insatisfait, il est retourné dans les bibliothèques du Mont Hiei et a étudié plus profondément.
Il a alors lu un ouvrage intitulé Kuan-ching shu (Kuan-wu-liang-shou-fo-ching-shu, « Commentaire sur le Sutra des Contemplations »), écrit par le maître chinois Shandao. Ce texte a persuadé Hōnen que la récitation du nembutsu était tout ce dont on a besoin pour entrer dans la Terre pure du bouddha Amida. Jusque-là, la récitation du nembutsu était une pratique parmi d'autres, mais Shandao a été le premier à avancer que seul le nembutsu était nécessaire : il s’agit de la doctrine du nembutsu exclusif (専修念仏, senju nembutsu). Cette nouvelle conception du nembutsu a incité Hōnen à quitter le Mont Hiei et la tradition tendai en 1175.
Hōnen s'est installé dans le district d'Otani à Kyōto où il a commencé à s'adresser à des foules d'hommes et de femmes, réunissant ainsi un nombre considérable d'adeptes. Hōnen attirait des diseurs de bonne aventure, des anciens voleurs, des samouraïs et d'autres éléments de la société normalement exclus de la pratique de bouddhiste. Hōnen était un homme reconnu à Kyōto, et beaucoup de prêtres et de nobles se sont ralliés à lui et lui rendaient visite pour obtenir des conseils spirituels. Parmi eux, il y avait notamment Fujiwara no Kanezane (1149-1207), un régent impérial. En 1204, Hōnen avait un groupe de disciples qui comptait environ 190 personnes, allant du laïc au samouraï. Ce chiffre est tiré du nombre de signatures trouvées dans son Shichikajō kishōmon (七箇条起請文, « Serment en sept articles »), des directives sur les règles de conduite dans le jōdo shū. Ses principaux disciples sont :
- Benchō (1162-1238), souvent appelé Shoko, fondateur de la branche principale du Jōdoshū, le Chinzei ;
- Genchi (1183-1238), assistant personnel de Hōnen et proche ami de Benchō ;
- Shōkū (1147-1247), fondateur de la branche Seizan ;
- Shinran (1173-1262), fondateur du Jōdo-Shinshū ;
- Ryūkan (1148-1227), fondateur de la branche Tanengi (ou de la récitation multiple) ;
- Kōsai (1163-1247), soutenait la doctrine controversée ichinengi, ou de la récitation unique. Il a été exilé sur l'île de Shikoku ;
- Gyōkū (?), autre partisan de la doctrine ichinengi. Il a été exilé sur l'île de Sado en 1207 ;
- Rensei (1141-1208), ancien samuraï sous le nom de Kumagai no Jirō Naozane ;
- Kansai (1148-1200) ;
- Shinkū (1146-1228) ;
- Anraku (? -1207)[5].

### Interdiction du nembutsu exclusif
D'autres écoles enseignaient aussi le nembutsu en tant que constituant d'une pratique plus large, mais Hōnen enseignait qu'il était le seul et unique mode de pratique. Il a tenté de garder ses enseignements quelque peu secrets, car il en comprenait les conséquences. Cette doctrine entraînait qu'il s'opposait à toutes les autres écoles bouddhistes de l'époque, y compris ces sectes qui avaient des interprétations différentes sur la Terre pure. Toujours en 1204, les moines du Mont Hiei ont imploré leur prêtre principal, Shinso (1167-1230), d'interdire la doctrine du nembutsu exclusif et de bannir tous ses adeptes de leur principauté.
En 1205, le Kōfukuji a imploré l'empereur Go-Toba de sanctionner Hōnen et ses disciples. Le temple a présenté à l'empereur dans une pétition (興福寺奏状, Kōfukuji sōjō) neuf accusations invoquant des différences insurmontables avec les huit principales écoles bouddhistes (八宗, hasshū) du Japon d'alors. Les détracteurs de Hōnen citaient les exemples de ses disciples, comme Gyōkū et Kōsai qui avaient vandalisé des temples, avaient intentionnellement violé les préceptes bouddhistes, ou avaient causé d'autres troubles sociaux.
Le tollé entourant les enseignements de Hōnen est devenu violent au cours des années suivantes, quand finalement en 1207 Go-Toba a lancé une interdiction contre le nembutsu exclusif, à la suite d'un incident où deux de ses dames d'honneur s'étaient converties au Jōdoshū en son absence. Hōnen et certains de ses disciples ont aussi été exilés, tandis que les prêtres responsables de la conversion, Jūren et Anraku, ont été exécutés. La réaction de Hōnen a été caractéristique :
« J'ai peiné ici dans la capitale ces nombreuses années afin de répandre le nembutsu et en fait, je souhaitais depuis longtemps partir à la campagne pour prêcher ceux qui sont aux champs et dans la plaine, mais je n'ai jamais trouvé le temps de concrétiser mon souhait. Maintenant, cependant, grâce à l'auguste faveur de Sa Majesté, les circonstances se sont combinées pour me permettre de le faire. »

### Exil et dernières années
Hōnen a été exilé dans la province de Tosa, mais le mouvement n'a pas totalement quitté Kyōto.
En exil, Hōnen a répandu ses enseignements parmi les gens qu'il rencontrait : des pêcheurs, des prostituées et des paysans.
En 1211, l'interdiction du nembutsu a finalement été levée et Hōnen a pu revenir à Kyōto. Il y est mort le 25 janvier 1212, deux jours après avoir dicté le Serment en une feuille (一枚起請文, Ichimai kishōmon).
Le petit temple Hōnen-in à Kyōto, tout près de Ginkaku-ji, lui est dédié. Dans son enceinte se trouve la tombe de l'écrivain Junichirō Tanizaki.

## Œuvres traduites en français
- Le Gué vers la Terre Pure (Senchaku-shū), traduit du sino-japonais, présenté et annoté par Jérôme Ducor, Librairie Arthème Fayard, coll. « Trésors du bouddhisme », Paris, 2005 ; 213 pp.  (ISBN 2-213-61738-4)
- "Manifeste en une feuille" et "Courte lettre en une page" dans "Shinran, Seikaku, Hônen, Genshin : Le Tannishô, le bouddhisme de la Terre pure selon Shinran et ses prédécesseurs", cinq textes traduits du japonais par Jérôme Ducor ; Paris, 2011; p. 85-92 et 93-99
- Serment en une feuille dans Gaston Renondeau, Le Bouddhisme japonais - Textes fondamentaux de quatre grands moines de Kamakura : Hônen, Shinran, Nichiren et Dôgen, Albin Michel, Paris, 1965

### Traductions d'œuvres
- Hônen (trad. du sino-japonais, présenté et annoté par Jérôme Ducor), Le gué vers la Terre Pure (Senchakushû), Paris, Fayard, coll. « Trésors du bouddhisme », 2005, 216 p. (ISBN 978-2-213-61738-1)
- Shinran, Seikaku, Hônen, Genshin (trad. du japonais, cinq textes traduits du japonais par Jérôme Ducor), Le Tannishô. Le bouddhisme de la Terre pure selon Shinran et ses prédécesseurs, Paris, Cerf, coll. « Patrimoines, orientalisme », 2001, 160 p. (ISBN 978-2-204-09378-1)

### Études en français
- Jérôme Ducor, « Shandao et Hônen, à propos du livre de Julian F. Pas Visions of Sukhâvatî », Journal of the International Association of Buddhist Studies, 22-1, 1999, p. 93-163 [lire en ligne (page consultée le 15 juin 2022)]

### Études en anglais
- (en) Alfred Bloom (en), « Honen Shonin’s Religious and Social Significance in the Pure Land Tradition » [sans indication de source, mais Bloom est un universitaire américain spécialiste de la Terre pure]
- (en) James C. Dobbins, Jōdo Shinshū. Shin Buddhism in Medieval Japan, Bloomington (IN), Indiana University Press, 1989 (réimpr. Hawaii University Press, 2016), 264 p. (ISBN 978-0-824-85905-3)
- (en) Joseph A. Fitzgerald, Honen the Buddhist Saint. Essential Writings and Official Biography, Bloomington (IL), World Wisdom, 2006, 192 p. (ISBN 978-1-933-31613-0)
- (en) Sho-on Hattori, A Raft from the Other Shore : Honen and the Way of Pure Land Buddhism, Tokyo, Jodo Shu Press, 2001, 119 p. (ISBN 978-4-883-63329-6)
- (en) Jodo shu, « About Honen Shonin », sur jodo.org (site officiel de l'école Jodo) (consulté le 15 juin 2022)
- (ja) Takahashi Koji, « Senchakushu no seikaku ni tsuite : tokuni hi ronriteki ichimen o chushin to shite » in Jodokyo no shiso to bunka, Etani Festschrift, Kyoto, Dohosha, 1972